# Гангнес, Кеннет
Кеннет Гангнес (норв. Kenneth Gangnes; род. 15 мая 1989 года, Йёвик, Норвегия) — норвежский прыгун с трамплина, чемпион мира по полётам на лыжах 2016 в командном первенстве.

## Спортивная карьера
Кеннет дебютировал на соревнованиях международного уровня 7 марта 2008 года на этапе Кубка мира в Лиллехаммере, но дебют получился неудачным. Норвежец занял только 37-е место.
Долгое время норвежский прыгун с трамплина не мог набрать первые кубковые очки. 5 декабря 2009 года Гангнес занял 30-е место на этапе Кубка мира и набрал первое очко.
Несколько лет норвежец не мог подняться на пьедестал на этапах Кубка мира, его не брали в основную сборную на крупные международные соревнования. В 2015 году результаты норвежца резко выросли. На летней серии Гран-при FIS Кеннет Гангнес занял второе место в общем зачёте.
5 декабря 2015 года норвежец впервые в карьере поднялся на пьедестал этапа Кубка мира в Лиллехаммере, заняв 2-е место. На следующий день Кеннет одержал первую победу. В сезоне 2015/16 стал третьим в общем зачёте Кубка мира.
26 декабря 2018 года Кеннет Гангнес объявил о завершении карьеры.  